# Tridactylina kirilowii
 Tridactylina kirilowii  Sch.Bip., 1844 è una specie di piante angiosperme dicotiledoni della famiglia delle Asteraceae, sottofamiglia Asteroideae,  tribù Anthemideae (clade Asian-southern African grade) e sottotribù Artemisiinae.  Tridactylina kirilowii è anche l'unica specie del genere  Tridactylina  Sch.Bip., 1844.

## Etimologia
Il nome generico (Tridactylina) deriva da alcune parole greche: "tri-" (= tre) e "daktylos" (= un dito, un dito del piede).  L'epiteto specifico ( kirilowii) è stato dato in onore del botanico russo Ivan Kirilow (1821–42).
Il nome scientifico della specie è stato definito dal botanico Carl Heinrich Schultz (1805-1867) nella pubblicazione " Ueber die Tanaceteen...Haardt" ( Tanaceteen 49) del 1844. Il nome scientifico del genere è stato definito nella stessa pubblicazione.

## Descrizione
Portamento. La specie di questa voce è un'erba annuale. L'indumento consiste in brevi peli ghiandolari (medifissi o basifissi - secondo il tipo di attaccatura).
Fusto. La parte aerea in genere è eretta, semplice o ramosa. 
Foglie. Le foglie lungo il caule sono disposte in modo alterno con lamina tri-lobata.
Infiorescenza. Le sinflorescenze sono formate da capolini raccolti in modo corimboso lasso. Le infiorescenze vere e proprie sono composte da un capolino terminale peduncolato di tipo radiato. I capolini sono formati da un involucro, con forme da meniscoidi a emisferiche, composto da diverse brattee, al cui interno un ricettacolo fa da base ai fiori di due tipi: fiori del raggio e fiori del disco. Le brattee, piatte e a consistenza erbacea, sono disposte in modo più o meno embricato su 3 serie. Il ricettacolo, piano-convesso, è sprovvisto di pagliette avvolgenti la base dei fiori. Le brattee al margine sono scariose e colorate di bruno scuro.
Fiori.  I fiori sono tetra-ciclici (formati cioè da 4 verticilli: calice – corolla – androceo – gineceo) e pentameri (calice e corolla formati da 5 elementi). Si distinguono in:
- fiori del raggio (esterni): sono neutri (asessuati) e sono disposti su una serie; la forma è ligulata (zigomorfa);
- fiori del disco (centrali): sono più numerosi con forme brevemente tubulose (attinomorfe); sono ermafroditi fertili.

- Formula fiorale:

*/x K {\displaystyle \infty }, [C (5), A (5)], G 2 (infero), achenio
- Calice: i sepali del calice sono ridotti ad una coroncina di squame.

- Corolla:

- fiori del raggio: la forma della corolla alla base è più o meno tubulosa-imbutiforme, mentre all'apice è ligulata; la ligula può terminare con alcuni denti; il colore è bianco-giallo;
- fiori del disco: la forma è tubulare bruscamente divaricata in 5 lobi; i lobi, patenti o eretti, hanno una forma deltata; il colore in genere è giallo.

- Androceo: l'androceo è formato da 5 stami (alternati ai lobi della corolla) sorretti da filamenti generalmente liberi e sottili; gli stami sono connati e formano un manicotto circondante lo stilo. Le antere possono essere sia di tipo basifissa che medifissa (ossia attaccate al filamento per la base – nel primo caso; oppure in un punto intermedio – nel secondo caso).[15] Questa caratteristica ha valore tassonomico in quanto distingue i generi gli uni dagli altri. Normalmente le antere variano da ottuse (arrotondate) a leggermente appuntite alla base (o anche caudate); in alcune piante le appendici sono triangolari, lineari o ellittiche. Il tessuto endoteciale (rivestimento interno dell'antera) non è polarizzato. Il polline è sferico con un diametro medio di circa 25 micron;  è tricolporato (con tre aperture sia di tipo a fessura che tipo isodiametrica o poro) ed è più o meno echinato (con punte sporgenti).

- Gineceo: l'ovario è infero uniloculare formato da 2 carpelli. Lo stilo (il recettore del polline) è profondamente bifido (con due stigmi divergenti) e con le linee stigmatiche marginali separate o contigue. I due bracci dello stilo hanno una forma troncata e possono essere papillosi o ricoperti da ciuffi di peli.

Frutti. I frutti sono degli acheni senza pappo. Gli acheni hanno una forma da cilindrica a obovoide con 5 coste longitudinali; l'apice in genere è arrotondato con un anello apicale. Il pericarpo può possedere delle cellule mucillaginifere, mentre le sacche di resina sono assenti.

## Biologia
Impollinazione: tramite insetti (impollinazione entomogama tramite farfalle diurne e notturne).

Riproduzione: la fecondazione avviene fondamentalmente tramite l'impollinazione dei fiori.

Dispersione: i semi cadono a terra e vengono dispersi soprattutto da insetti come formiche (disseminazione mirmecoria). Un altro tipo di dispersione è zoocoria: gli uncini delle brattee dell'involucro (se presenti) si agganciano ai peli degli animali di passaggio che portano così i semi anche su lunghe distanze. Inoltre per merito del pappo (se presente) il vento può trasportare i semi anche per alcuni chilometri (disseminazione anemocora).

## Distribuzione e habitat
La specie di questa voce è distribuita in Siberia centrale.

## Sistematica
La famiglia di appartenenza di questa voce (Asteraceae o Compositae, nomen conservandum) probabilmente originaria del Sud America, è la più numerosa del mondo vegetale, comprende oltre 23.000 specie distribuite su 1.535 generi, oppure 22.750 specie e 1.530 generi secondo altre fonti (una delle checklist più aggiornata elenca fino a 1.679 generi). La famiglia attualmente (2021) è divisa in 16 sottofamiglie; la sottofamiglia Asteroideae è una di queste e rappresenta l'evoluzione più recente di tutta la famiglia.

### Filogenesi
l gruppo di questa voce è descritto nella tribù Anthemideae, una delle 21 tribù della sottofamiglia Asteroideae). In base alle ultime ricerche nella tribù sono stati individuati (provvisoriamente) 4 principali lignaggi (o cladi): "Southern hemisphere grade", "Asian-southern African grade", "Eurasian grade" e "Mediterranean clade". Il genere  Tridactylina (insieme alla sottotribù Artemisiinae) è incluso nel clade Asian-southern African grade..
Da un punto di vista filogenetico il genere Tridactylina, nell'ambito della sottotribù, è posizionato in un clade politomico formato da quattro gruppi: (1) Artemisia Group; (2) Ajania Group; (3) generi Mausolea, Turaniphytum, Phaeostigma ; (4) generi Kaschgaria e Tridactylina (questi due ultimi generi formano un "gruppo fratello").. In tassonomie precedenti il genere di questa voce era descritto all'interno del "Ajania Group".
I caratteri distintivi della specie  Tridactylina kirilowii sono:
- il portamento della specie è annuale;
- le foglie sono trilobate;
- i fiori del raggio sono bianco-gialli.

### Sinonimi
Sono elencati alcuni sinonimi per questa entità:
- Pyrethrum kirilowii Turcz. ex DC.